# Château de Champforgeuil
Le château de Champforgeuil est situé sur la commune de Champforgeuil en Saône-et-Loire, à proximité de l'église paroissiale.

## Description
On sait qu'il appartint aux évêques de Chalon depuis sa construction jusqu'à la Révolution.
Il est fait mention du château pour la première fois en 1268 et possédait une chapelle.
Il existe un long inventaire du Château, daté du 7 mai 1598, établi à la demande de Mgr Cyrus de Thiard évêque de Chalon, après sa dévastation pendant les guerres de la Ligue.
Des 5 tours qui y sont signalées, du donjon et des autres bâtiments, il ne reste plus aujourd'hui qu'une tour-porche et un seul corps de logis.
Après la Révolution, le château appartint aux Musy de 1791 à 1894, et jusqu'en 1890 aux Monnier. Entre 1909 et 2000 il est la propriété de la famille Piffaut puis aux propriétaires actuels Christophe et Edith Goubier. 
Actuellement, il ne subsiste du château que la tour porche à laquelle est accolée une tour circulaire plus récente et un grand corps de logis de plan rectangulaire.
Les éléments remarquables sont les armoiries gravées dans les linteaux des fenêtres.   
Le château, propriété privée, ne se visite pas.

## Historique
- De sa construction à la Révolution française : le château est la propriété des évêques de Chalon.
- 1268 : première mention du château dans une "prestation d'hommage" faite par Hugues IV, duc de Bourgogne à l'évêque Guy de Sennecey.
- 1598 : après le pillage et la dévastation du château pendant les guerres de la Ligue, l'évêque Cyrus de Thiard fait établir un inventaire.
- 1791 : le château passe aux Musy.
- XIXe siècle : il est la propriété des Monnier.
- 1909 : il appartient à la famille Piffaut.
- 2000: il devient la propriété de Mr et Mme Christophe Goubier

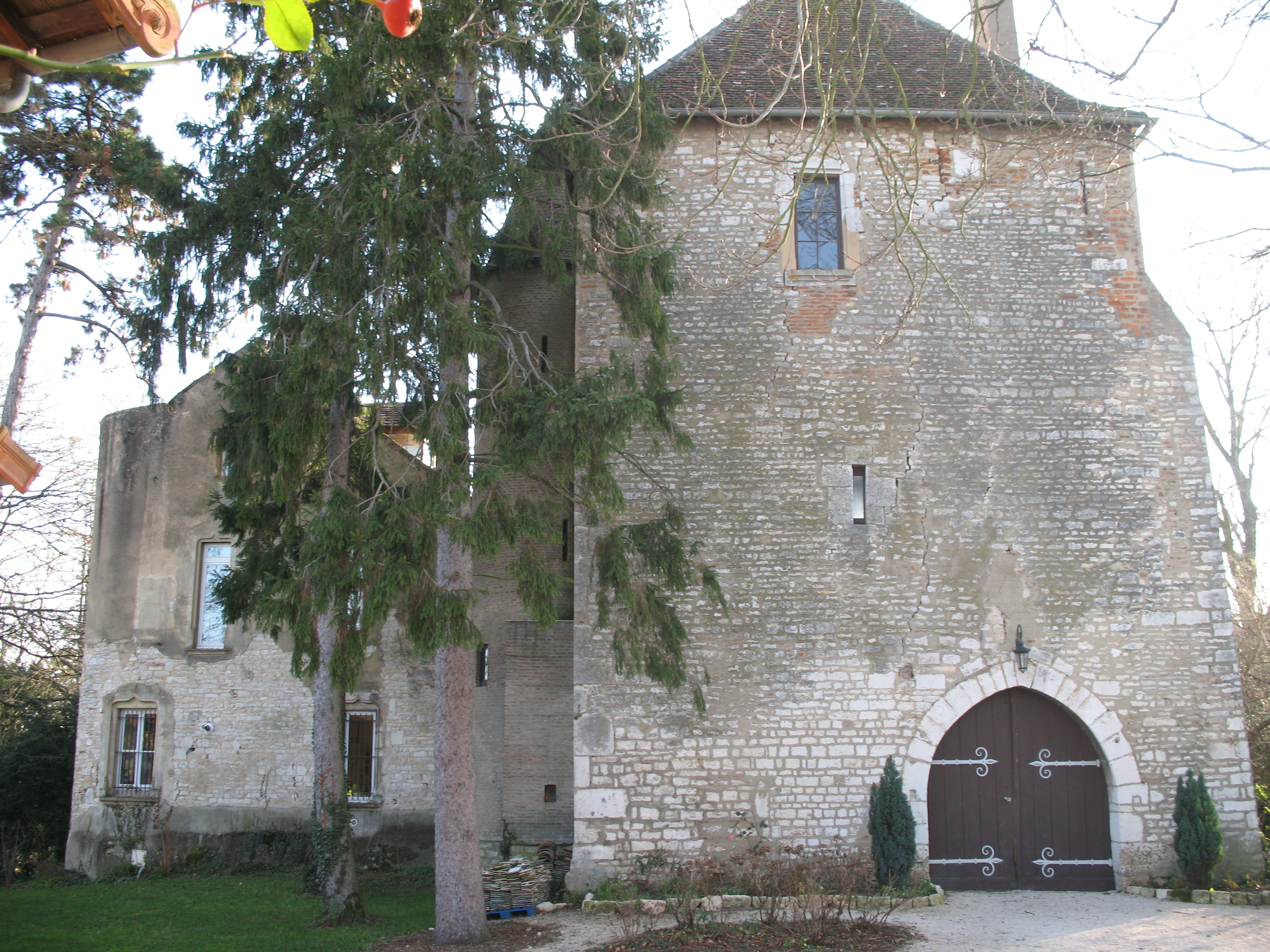
Château de Champforgeuil